# Добровляни (Івано-Франківський район)
Добровля́ни — село Івано-Франківської міської громади Івано-Франківського району Івано-Франківської області.
Згадується 30 квітня 1464 року в книгах галицького суду .

## Населення

### Мова
Розподіл населення за рідною мовою за даними перепису 2001 року:
| Мова            | Кількість | Відсоток |
| --------------- | --------- | -------- |
| українська      | 213       | 99.53%   |
| інші/не вказали | 1         | 0.47%    |
| Усього          | 214       | 100%     |